# Hanna Haponowa
Hanna Walentyniwna Haponowa (ukrainisch Ганна Валентинівна Гапонова, international verwendete Transkription Ganna Gaponova; * 28. Oktober 1985 in Charkiw, Ukrainische SSR, Sowjetunion) ist eine ukrainische Tischtennisspielerin. Sie ist Abwehrspielerin und setzt als Holz auf das Butterfly Joo Se-hyuk, während sie auf der Rückhand lange Noppen wie den Feint Long II einsetzt. Auf der Vorhand vertraut sie auf einen Tackiness-Chop.

## Werdegang
Bei der Weltmeisterschaft 2015 kam Haponowa unter die besten 32 Sportlerinnen der Welt.
Dort unterlag sie der Chinesin Wu Yang. Bei der Weltmeisterschaft 2017 unterlag sie der Chinesin Mu Zi. Dort schied sie direkt und ohne große Gegenwehr in der ersten Runde aus.
Sie nahm im Jahr 2017 ebenfalls an den Polish Open im U21-Wettbewerb teil. Dort besiegte sie unter anderem die französische Nationalspielerin Stephanie Loeuillette und schied in der zweiten Runde gegen die taiwanesische Tischtennisspielerin Chen Szu-yu aus.
Bei den Hungarian Open 2018 kam Haponowa unter die besten 32. Dort scheiterte sie erneut gegen Chen Szu-Yu. Zuvor besiegte sie unter anderem die deutsche Nationalspielerin Petrissa Solja, Pauline Chasse, und Fillipa Bergan. Im Doppel nahm sie ebenfalls teil. Dort verlor sie mit ihrer Partnerin Ievgeniia Vasylieva gegen das Top-Duo Sofia Polcanova und Zhang Mo.
Momentan befindet sie sich auf Rang 65 der ITTF-Weltrangliste und ist zweitbeste Ukrainerin nach Tetjana Bilenko.

## Erfolge

### Weltmeisterschaften
- 2012 Team Achtelfinale
- 2014 Team Gruppe
- 2015 Einzel R32
- 2017 Einzel R128

### World Tour
- 2017 Polish Open (U21) R32
- 2018 Hungarian Open R32; Doppel R16